# Сењска капетанија
Сењску капетанију основао је 1469. године Матија Корвин тако што је тврди град Сењ одузео Франкопанима, поставио своју посаду и претворио је у капетанију по узору на турске капетаније у Босни. На крају је укључена у систем одбране. У почетку је била бескорисна, пошто су упади Турака ишли до Фурланије. Сењска капетанија имала је ослонац на велебитско приморје, са Стариградом и Новиградом на Зрмањи.
Познати Сењски капетани су:
- Мартин Сорко Дубровчанин (1469-око 1480)
- Иван Ленковић (око 1480-1490?)
- Јанош Корвин (1490?-1504)
- Петар Кружић (1504-1537)
- Петар Гусић (1537?-1595)
- Иван Влатковић (Иво Сењанин) (1595-1612)
- Сигисмунд Гусић (1606-1612)
- Андрија Гусић (1612-1657)
- Фран Крсто Франкопан (1643-1671)
- Херберштајн (1671-1683)